# فرودگاه بین‌المللی نیو
فرودگاه بین‌المللی نیو (به انگلیسی: Niue International Airport) یک فرودگاه همگانی با کد یاتا IUE است که یک باند فرود آسفالت دارد و طول باند آن ۲۳۳۵ متر است. این فرودگاه در کشور نیووی قرار دارد و در ارتفاع ۶۴ متری از سطح دریا واقع شده است.